# Ricard Artero
Ricard Artero Ruiz (La Bisbal d'Empordà, 5 febbraio 2003) è un calciatore spagnolo, centrocampista del Girona.

## Carriera

### Club
Cresciuto nel settore giovanile del Girona, ha esordito in prima squadra il 4 novembre 2021 disputando l'incontro di Segunda División vinto 3-1 contro l'Alcorcón, subentrando a Nahuel Bustos nel corso del secondo tempo.

### Nazionale
Ha giocato nella nazionale spagnola Under-19.

## Statistiche

### Presenze e reti nei club
Statistiche aggiornate al 23 maggio 2023.
| Stagione        | Squadra         | Campionato      | Campionato | Campionato | Coppe nazionali | Coppe nazionali | Coppe nazionali | Coppe continentali | Coppe continentali | Coppe continentali | Altre coppe | Altre coppe | Altre coppe | Totale | Totale | Totale |
| Stagione        | Squadra         | Comp            | Pres       | Reti       | Comp            | Pres            | Reti            | Comp               | Pres               | Reti               | Comp        | Pres        | Reti        | Pres   | Reti   |        |
| --------------- | --------------- | --------------- | ---------- | ---------- | --------------- | --------------- | --------------- | ------------------ | ------------------ | ------------------ | ----------- | ----------- | ----------- | ------ | ------ | ------ |
| 2019-2020       | Girona B        | TD              | 14         | 1          |                 | -               | -               |                    | -                  | -                  |             | -           | -           | 14     | 1      |        |
| 2020-2021       | Girona B        | TD              | 12         | 0          |                 | -               | -               |                    | -                  | -                  |             | -           | -           | 12     | 0      |        |
| 2021-2022       | Girona          | SD              | 12         | 0          | CR              | 4               | 1               |                    | -                  | -                  |             | -           | -           | 16     | 1      |        |
| 2022-2023       | Girona          | PD              | 7          | 0          | CR              | 1               | 0               |                    | -                  | -                  |             | -           | -           | 8      | 0      |        |
| Totale carriera | Totale carriera | Totale carriera | 45         | 1          |                 | 5               | 1               |                    | -                  | -                  |             | -           | -           | 50     | 2      |        |